# Lopoči (Monet)
Lopoči (francuski: Les Nymphéas) je serija od oko 250 slika koju je Claude Monet naslikao od 1899. do konca svog života 1926. godine. Mnoge od njih su naslikane dok je umjetnik bolovao od katarakta.
God. 1893. Monet je započeo veliki hortikulturalni projekt proširenja svog vrta koji je uključivao i jezero lopoča koji su postali njegovim najpozantijim motivom. Izvorno francuski lopoči su posađeni zajedno s uvezenim vrstama iz Južne Amerike i Egipta, čime je jezero postalo prepuno boja od žutih, plavih i bijelih lopoča (koji bi opet postali ružićasti sa zrelošću). God. 1899. započeo je slikati lopoče, najprije na vertikalnim slikama s japanskim mostom kao središnjim motivom, a kasnije i seriju velikih vodoravnih slika koje će ga okupirati sljedećih 20 godina. Ovaj motiv s izmjenjivim svjetlom i zrcalnim odrazima je postao neodovojivim dijelom njegova slikarskog opusa.
- Morske ruže (Žuta nirvana), 1916., Nacionalna galerija, London
- Lopoči, 1916., Muzej zapadnjačke umjetnosti, Tokio
- Plavi lopoči, 1916.-'19, d'Orsay, Pariz
- Jezero lopoča, 1917.-'19., Albertina, Beč
- Lopoči, 1919., Muzej umjetnosti Metropolitan, New York

Dana 24. lipnja 2008. godine jedna od Monetovih slika lopoča, „Jezero lopoča” (Le bassin aux nymphéas), prodana je na aukciji u kući Christie's u Londonu za 41 milijun £, čime je dospjela na popis najskupljih slika.
U listopadu 2013. godine, Monetova slika Jezero lopoča (Le Bassin aux Nymphease) je postala predmetom sudskog spora protiv Vilme Bautista u New Yorku, nekoć pomoćnice Imelde Marcos, supruge filipinskog diktatora Ferdinanda Marcosa, nakon što je sliku prodala švicarskom kupcu za 32 milijuna $. Ovu sliku, zajedno s mnogim dugim, Imelda je kupila tijekom muževljevog mandata i navodno državnim sredstvima. Bautistin odvjetnik je tvrdio kako je pomoćnica prodala slike u ime Imelde ali joj nije stigla predati novac. Filipinska vlada traži povrat slike.

## Vanjske poveznice
- Claude Monet, Ministère de la culture et de la communication  Arhivirana inačica izvorne stranice od 23. rujna 2015. (Wayback Machine) (engl.)